# Олемское сельское поселение
О́лемское се́льское поселе́ние или муниципа́льное образова́ние «О́лемское» — упразднённое муниципальное образование со статусом сельского поселения в составе Лешуконского муниципального района Архангельской области.
Соответствует административно-территориальной единице в Лешуконском районе — Олемскому сельсовету.
Административный центр — деревня Олема.

## Географические данные
Нахождение: южная часть Лешуконского района. Крупнейшие реки поселения: Вашка, Олема, Кеба. По территории поселения проходит автодорога «Пинега — Чакола — Веегора — Усть-Чуласа — Лешуконское».

## История
Муниципальное образование было образовано в 2006 году.
В конце 1560-х — начале 1570-х годов Олемская и Кебская волости на нижней Вашке были отписаны от Удоры к «Мезенскому присуду» (Кевроло-Мезенскому уезду).

## Население
| 2010 | 2011 | 2012 | 2013 | 2014 | 2015 |
| ---- | ---- | ---- | ---- | ---- | ---- |
| 521  | ↘518 | ↘470 | ↘421 | ↘383 | ↘353 |
| 2016 | 2017 | 2018 | 2019 | 2020 | 2021 |
| ↘320 | ↘313 | ↘297 | ↘268 | ↘244 | ↗254 |

## Населённые пункты
В состав сельского поселения входят следующие населённые пункты:
| № | Населённый пункт | Тип     | Население |
| - | ---------------- | ------- | --------- |
| 1 | Большая Щелья    | посёлок | ↗21       |
| 2 | Кеба             | деревня | ↗142      |
| 3 | Олема            | село    | ↗178      |
| 4 | Резя             | деревня | →0        |
| 5 | Усть-Чуласа      | посёлок | ↗172      |
| 6 | Чуласа           | деревня | ↗66       |